# رضاآباد (شازند)
رضاآباد روستایی در دهستان زالیان بخش زالیان شهرستان شازند استان مرکزی ایران است.

## جمعیت
بر پایه سرشماری عمومی نفوس و مسکن در سال ۱۳۹۵ جمعیت این روستا ۵۳ نفر (۱۹خانوار) بوده‌است.